# Drzewa Sobieskiego

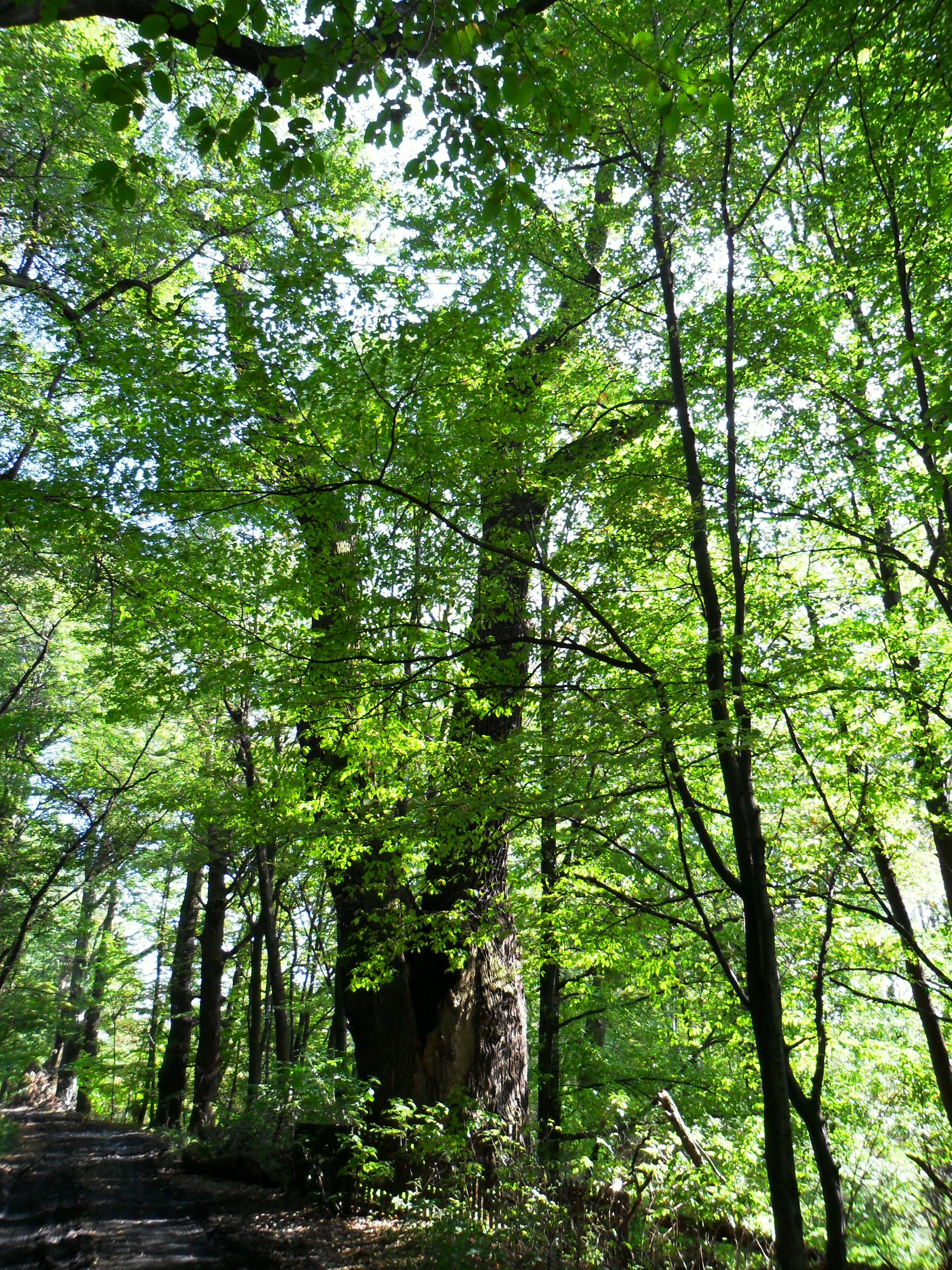
Dąb Sobieskiego w Łężczoku

Drzewa Sobieskiego – drzewa powiązane legendami z Janem III Sobieskim i jego marszem na odsiecz wiedeńską. Tradycja drzew Sobieskiego znana jest na Górnym Śląsku i jest kulturowym ewenementem na skalę kraju, bowiem w żadnym innym regionie Polski nie wiąże się pochodzenia tak wielu drzew z jednym wydarzeniem historycznym.
Historię drzew Sobieskiego zapoczątkował najprawdopodobniej sam król, który w dniu 23 sierpnia 1683 roku zasadził dwie lipy przed klasztorem Franciszkanów w Gliwicach. Na podstawie tego wydarzenia wyrosła na Górnym Śląsku tradycja drzew Sobieskiego. W wielu śląskich miejscowościach, głównie w pobliżu trasy przemarszu wojsk Sobieskiego, od Lublińca po Racibórz rośnie, bądź rosło wiele drzew wiązanych z królem różnymi podaniami. Pochodzenie wielu drzew przypisuje się tradycji upamiętniania zwycięstwa pod Wiedniem sadzeniem nowych drzew. Inne podania wiążą drzewa z samym przemarszem wojsk, opowiadając o tym iż zostały one zasadzone przez samego Sobieskiego, lub o postoju który urządził sobie król pod danym drzewem. Legendy o drzewach Sobieskiego znalazły swoje odzwierciedlenie w twórczości literackiej i poezji, m.in. w opowiadaniu  historycznym "Król Sobieski na Śląsku w kościołach w drodze pod Wiedeń" autorstwa Marcina Kopca, czy w wierszu Juliusza Ligonia "Lipy Sobieskiego w Gliwicach".
Najbardziej znanymi drzewami Sobieskiego były lipy przed klasztorem Franciszkanów w Gliwicach. Były to dwie lipy, które według bardzo prawdopodobnej wersji zasadził sam Sobieski podczas marszu na Wiedeń (istnieje również mniej prawdopodobna wersja mówiąca o 14 lipach zasadzonych przez Sobieskiego). Do dziś nie przetrwało żadne z tych drzew, choć obydwa istniały jeszcze na początku lat 30. XX wieku. Powstanie tradycji znamiennie opisuje Andrzej Czudek w felietonie "Drzewa Sobieskiego na Śląsku" opublikowanym w 1933 roku w czasopiśmie "Zaranie Śląskie":

(...) W drugim dniu swego pobytu zasadził król na prośbę Franciszkanów własnoręcznie kilka lip celem upamiętnienia swego tu pobytu, oraz dokonanego poświęcenia klasztoru. Uczynił to w obecności całego dworu oraz ogromnych tłumów ludności gliwickiej oraz z okolicznych wsi. Kronika nie podaje dokładnie, ile lip król zasadził, prawdopodobnie jednak tylko 2, jedną na pamiątkę poświęcenia klasztoru – drugą własnego tu pobytu. (...) Ludzie ci, widząc, iż król sadzi na pamiątkę drzewa, przyjechawszy do swych domów, robili prawdopodobnie to samo; stąd też wniosek, iż legendy o różnych zabytkowych drzewach śląskich jako pamiątkach Sobieskiego, mają wszelkie dane po temu, by uznać je za prawdziwe. (...)

Inne znane drzewa kojarzone z Janem III Sobieskim: 
- Buk Sobieskiego w Świerklanach[2],
- Dąb Sobieskiego w Łężczoku[3],
- Dąb Sobieskiego w Ustroniu[4],
- Lipy Sobieskiego w Koszęcinie[5],
- Lipa w Stanicy[6],
- Dąb Sobieskiego w Bieruniu[7],
- Dąb w Kończycach Wielkich[8],
- Lipa Sobieskiego w gminie Żarnowiec[9],
- siedem lip na wzgórzu Lipki w Brzeziu[10].
- Dąb Sobieskiego w Mołodyczu.
- Sosna Sobieskiego w Żołyni.

Do drzew Sobieskiego zaliczane są również nieistniejące już: 
- trzy dęby z Załęża[11],
- Dąb Sobieskiego w Wesołej[12],
- Dąb Sobieskiego w Makoszowach[13],
- Dąb Sobieskiego w Wilczy[14],
- Sosny Sobieskiego w Zalesicach[15],
- Buk Turecki w Jastrzębiu-Zdroju[16],
- Lipa Sobieskiego w Harbutowicach[17].
- Trzy Lipy Sobieskiego w Bielsku-Białej w dzielnicy Stare Bielsko. Do dzisiaj nazwa tego wzgórza pozostała: "Trzy lipki".